# 瓦爾塔林根
瓦爾塔林根（德語：Waltalingen）是瑞士联邦苏黎世州安德尔芬根区的已废除市镇，2019年1月1日市镇合并之后是施塔姆海姆的组成部分。瓦尔塔林根面积为7.25平方千米，海拔高度429米，2018年12月31日人口数为655。

## 外部連結
- 瓦尔塔林根官方网站 （德文）